# Chris Henderson
Christopher "Chris" Henderson (født 11. december 1970 i Edmonds, Washington, USA) er en tidligere amerikansk fodboldspiller (midtbane). Han spillede 79 kampe for USA's landshold.
Henderson spillede college-fodbold hos University of California, og spillede i begyndelsen af sin seniorkarriere i Tyskland hos 2. Bundesliga-klubben FSV Frankfurt. Fra 1996 til 2006 var han professionel i den bedste amerikanske liga, Major League Soccer. Længst tid tilbragte han hos Colorado Rapids, hvor han af to omgange spillede i samlet otte sæsoner. Derudover var han i to sæsoner tilknyttet Kansas City Wizards, hvor han i 2000 var med til at vinde det amerikanske mesterskab.

## Landshold
Henderson spillede desuden 79 kampe for USA's landshold, hvori han scorede tre mål. Han var en del af den amerikanske trup til VM i 1990 i Italien, og deltog desuden ved både OL i 1992 og Confederations Cup 1992. Han var også med på det amerikanske hold, der vandt det nordamerikanske mesterskab CONCACAF Gold Cup i 1991.